# Alm
Alm je alpská horská pastvina (bavorsky Alm, alemansky alp, alpe nebo alb), dříve také alben, albm, almb, označuje letní oblast: horské pastviny využívané v letních měsících – včetně hospodářských budov a další infrastruktury – jako formy pozemku. Kromě toho bavorský Alm (ale alemanský Matte) označuje horské pastviny a louky využívané k pastvě a senoseči jako vegetační společenstvo (v horském lesním stupni vzniklé mýcením, v subalpínském vegetačním stupni mýcením a spásáním dobytkem, v bezlesém alpínském stupni jako pastevní přirozená pastvina). Alm nebo alp však znamená také pouze budovu, alpskou chatu nebo horskou chatu či horskou pastvinu.
V širším smyslu se pod pojmem Almwirtschaft nebo Alpbetrieb rozumí horské mlékárenství (také Senntum, vysokohorské mlékařství), horské pastevectví (letní chov dobytka,chov dojnic a pastevectví pro koně, kozy a ovce), jakož i orná půda a polní hospodářství v horských oblastech (horské zemědělství jako celek).

## Původ slova
Slovo Alm je zkrácenou podobou středohornoněmeckého alben, původního dativu singuláru slova albe, který se v alemanských dialektech zachoval v nominativu jako Alp(e) (středohornoněmecky alpe).
Alb(e) se zase objevuje v názvu Alp: tento předřímský termín původně pravděpodobně označoval (hohen) Berg ((vysokou) horu) a pak zejména Hochweide (vysoké pastviny) (Bergweide; starohornoněmecky alba), které byly důležité pro zemědělství v alpských údolích. Naproti tomu vazby s indogermánským barevným adjektivem albʰos (bílý), které se v minulosti často předpokládaly, je třeba považovat za mylné.
V Bavorsku (kromě Allgäu) a Rakousku (kromě Vorarlberska a západního Tyrolska, přibližně po Imst) se alp nepoužívá, tam se používá Alm. Od toho jsou odvozeny zeměpisné názvy polí, údolí, průsmyků a hor (většinou v množném čísle). V jihovýchodní alpské oblasti se Alm v regionálním jazyce pro tuto instituci již nevyskytuje, tam Schwaig(e) (ve středohornoněmeckém sweige Sennerei (alpská mlékárna)) označuje alpský statek na zpracování mléka Schwaighof, resp. jeho Melkalm, ale i tam se vyskytují pomístní jména tohoto tvaru.
Pokud je Alm spojeno s Allmende, odkazuje na regionálně rozšířenou formu společného hospodaření; etymologická souvislost neexistuje.

## Historie
Archeologický výzkum agentury ANISA dokládá pastevecké hospodářství doby bronzové v pohoří Dachstein (Rakousko) v letech 1700 až 900 př. n. l.. Toto stáří podporuje řada radiouhlíkových dat a dat AMS. Tyto vysokohorské pastviny byly založeny na původních loukách v údolích s vlastním mikroklimatem a nad hranicí lesa v nadmořské výšce 1500 až 2100 m. Některé z pozůstatků chat lze dodnes rozeznat podle kamenných obrub, které sloužily jako základy srubových staveb. Dosud bylo identifikováno 28 vysokohorských pastvin z tohoto období. Tyto alpské pastviny sloužily jako zdroj obživy pro horníky z doby bronzové v Hallstattu. Bez vysokohorského zemědělství by nebylo možné rozvinout hornictví. To platí pro všechny pravěké těžební oblasti v Alpách.
Existence vysokohorského pastevectví v římské době je známa z antické literatury. Několik alpských pastvin z tohoto období bylo archeologicky prozkoumáno také v pohoří Dachstein a Kamnicko-Savinjských Alpách ve Slovinsku. Významné vnitroalpské osídlení od neolitu až do hospodářských otřesů v 19. století by se neobešlo bez vysokohorského pastevectví. "Alpské pastevectví odlehčilo údolním pastvinám a umožnilo vytvořit si zásoby na zimu."
V důsledku strukturálních změn v zemědělství po druhé světové válce bylo mnoho vysokohorských pastvin opuštěno a zarostlo, zejména v okrajových oblastech. Protichůdný trend lze spatřovat v různých snahách o reaktivaci vysokohorských pastvin

## Statistiky

### Rakousko
V roce 1997 bylo v Rakousku více než 12 000 vysokohorských pastvin, na kterých asi 70 000 chovatelů chovalo asi 500 000 kusů vysokohorského skotu. V roce 1997 zaujímaly vysokohorské pastviny a horské louky v Rakousku plochu 851 128 ha (přibližně čtvrtina využívané zemědělské plochy). Největší souvislou vysokohorskou pastvinnou oblastí v rakouských Alpách je oblast Teichalm-Sommeralm v pohoří Grazer Bergland.
Jen v Tyrolsku se nachází 2200 vysokohorských pastvin, z nichž 1250 jsou mléčné farmy produkující 32 milionů kilogramů mléka. Více než polovina krav tráví léto na vysokohorských pastvinách, průměrná doba pastvy v tyrolském Oberlandu je 84 dní, v Unterlandu a Východním Tyrolsku 93 dní. Veškerá půda náležející k alpským pastvinám tvoří 47 % rozlohy Tyrolska.

### Německo
V roce 2002 se v Bavorsku nacházelo 1384 obhospodařovaných alpských a horských pastvin o rozloze 40 329 ha, z toho polovina v Horním Bavorsku a polovina v Allgäu. Kromě toho existovalo přibližně 54 000 ha lesních pastevních práv. Celkem se v bavorských Alpách a na horských pastvinách páslo 47 840 kusů dobytka, z toho 4445 krav, 640 koní a 4470 koz a ovcí.

### Švýcarsko
Ve Švýcarsku se na vysokohorských pastvinách pase asi 380 000 kusů skotu, z toho 130 000 krav, a asi 200 000 ovcí. Alpské oblasti tvoří přibližně 35 % zemědělsky využívané plochy, největší alpské oblasti se nacházejí v kantonech Graubünden (170 000 ha) a Bern (85 000 ha).

### Itálie
V Jižním Tyrolsku bylo v roce 2016 1739 vysokohorských pastvin, z nichž většinu tvoří malé vysokohorské pastviny nacházející se nad hranicí stromů. Pouze 49 vysokohorských pastvin v Jižním Tyrolsku bylo obhospodařováno více než 15 dojnicemi. Plocha vysokohorských pastvin činila více než 248 000 ha, což odpovídá 39 % celkové rozlohy autonomní provincie Bolzano - Jižní Tyrolsko. Patří sem i Alpe di Siusi, největší vysokohorská pastvina v Evropě. Plocha čistých pastvin činila více než 97 000 ha. Na vysokohorských pastvinách se chovalo necelých 74 000 kusů dobytka, což představovalo asi 50 % z celkového počtu, z toho bylo něco přes 2 500 dojnic.
V Trentinu se nachází asi 300 vysokohorských pastvin, na kterých žije asi 8 500 dojnic. 80 vysokohorských pastvin je provozováno jako dojírny pro výrobu sýrů. Plocha čistých pastvin v autonomní provincii Trento činí asi 35 000 ha.